# Saint-Vert
Saint-Vert – miejscowość i gmina we Francji, w regionie Owernia-Rodan-Alpy, w departamencie Górna Loara.
Według danych na rok 1990 gminę zamieszkiwało 120 osób, a gęstość zaludnienia wynosiła 6 osób/km² (wśród 1310 gmin Owernii Saint-Vert plasuje się na 724. miejscu pod względem liczby ludności, natomiast pod względem powierzchni na miejscu 451.).

## Bibliografia

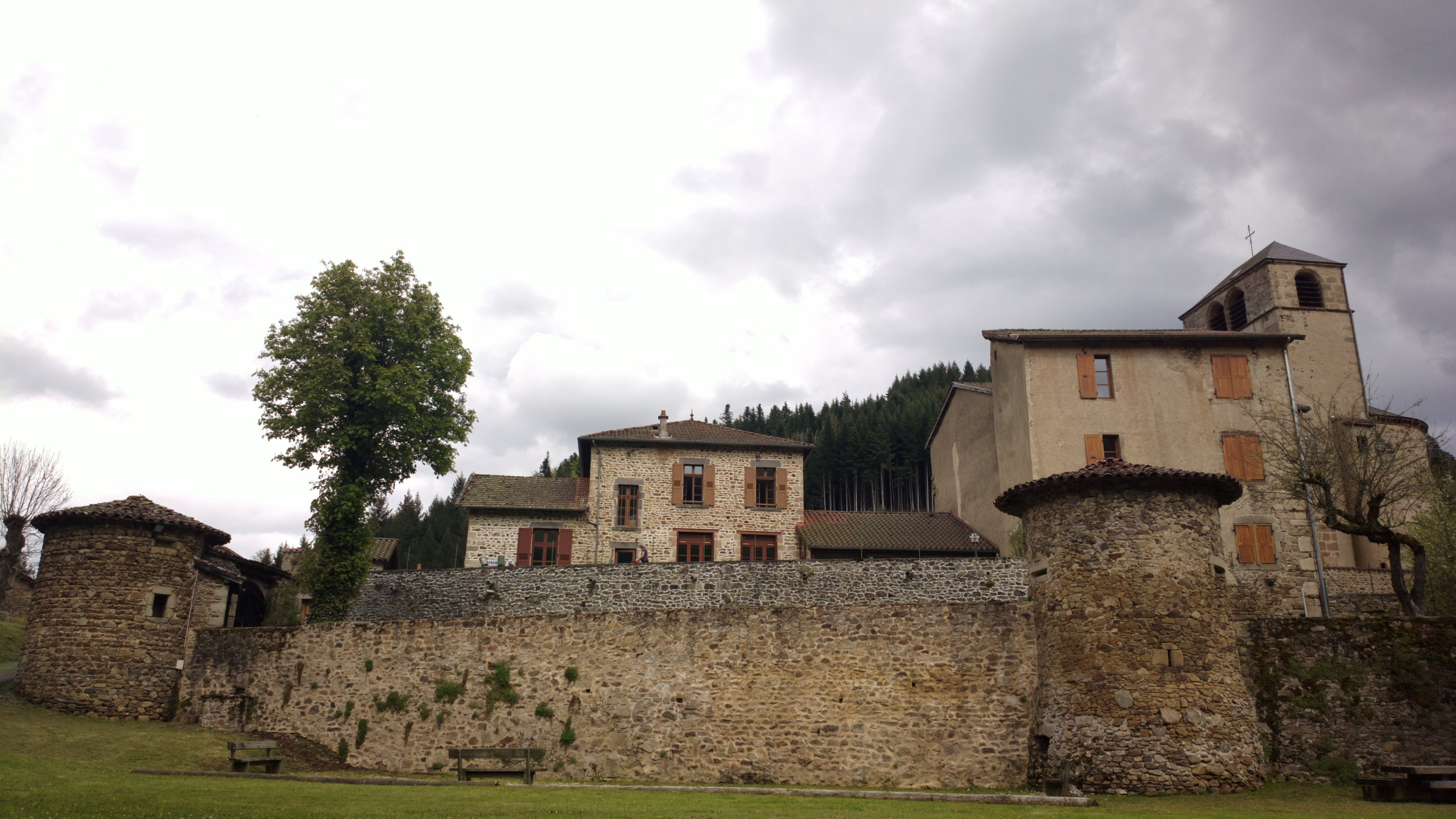